# 鍾傑 (清朝)
鍾傑（?—?），雲南省臨安府建水縣人，清朝政治人物、同進士出身。
光緒二十年（1894年），参加光緒甲午科殿試，登進士三甲69名。同年五月，以主事分部学习。